# Seeker UAS
Le Seeker UAS est un système de drone de reconnaissance développé par les entreprises Aurea Avionics et GMV.

## Histoire
Il a été développé en parallèle au drone Passer dans le cadre du programme RAPAZ.

## Spécifications
- autonomie=1h30 [2]
- portée=15km
- poids utile=3,5 kg
- type moteur=électrique

## Opérateurs militaires
- Espagne: 4 exemplaires commandés en 2023 en tant que drone de reconnaissance tactique[2] pour la BRIPAC et l'infanterie de marine[3].